# The Lord of Steel
The Lord of Steel är det tolfte studioalbumet med det amerikanska heavy metal/power metal-bandet Manowar, utgivet oktober 2012 av skivbolaget Magic Circle Music.

## Låtlista
1. "The Lord of Steel" – 4:07
2. "Manowarriors" – 4:32
3. "Born in a Grave" – 5:03
4. "Righteous Glory" – 5:47
5. "Touch the Sky" – 3:48
6. "Black List" – 6:44
7. "Expendable" – 3:11
8. "El Gringo" – 6:55
9. "Annihilation" – 3:58
10. "Hail, Kill and Die" – 3:57
11. "The Kingdom of Steel" (bonusspår) – 7:20

Text & musik: Joey DeMaio (spår 1, 2, 5–10), Joey DeMaio/Karl Logan (spår 3, 4)

## Medverkande
Manowar
- Joey DeMaio – basgitarr, keyboard
- Eric Adams – sång
- Karl Logan – gitarr, keyboard
- Donnie Hamzik – trummor, percussion, bakgrundssång

Bidragande musiker
- Joe Rozler, Francisco Palomo – keyboard, kör
- Manoel Arruda, Brent Diamond, Jeff Dotson, Makis Kyrkos – kör

Produktion
- Joey DeMaio – producent, ljudtekniker, ljudmix, mastering
- Dirk Kloiber – ljudtekniker, ljudmix, mastering
- Ronald Prent – ljudmix
- Francisco Palomo – redigering
- Jan "Örkki" Yrlund – omslagskonst
- Ken Kelly – omslagskonst
- Guido Karp – foto